# أندريا كابوبيانكو
أندريا كابوبيانكو (بالإيطالية: Andrea Capobianco)‏ هو مدرب كرة سلة إيطالي، ولد في 9 أغسطس 1966 في نابولي في إيطاليا.